# 赊店老酒
赊店老酒，是河南赊店出产的一种白酒。

## 沿革

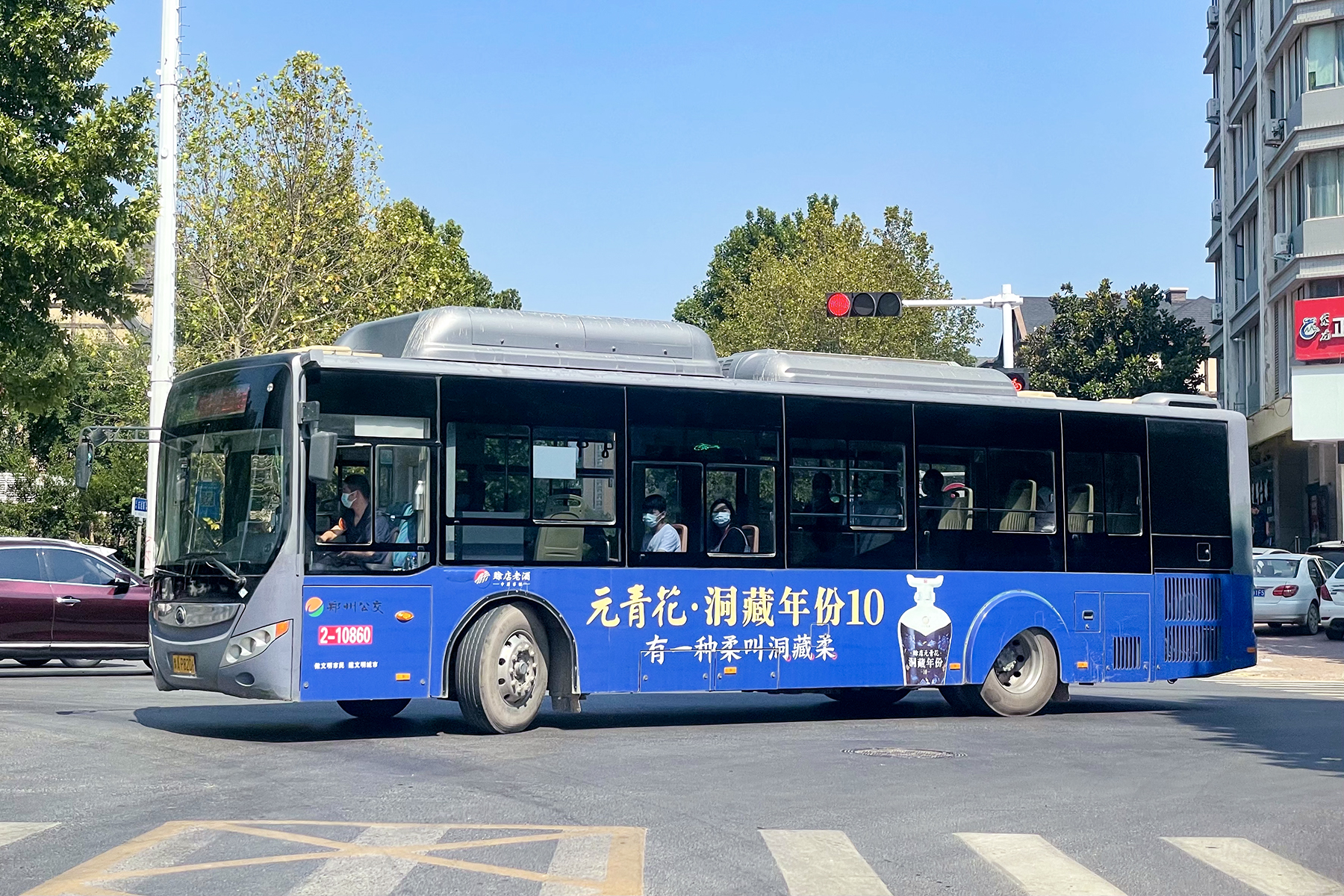
赊店老酒巴士廣告

源于1736年当地刘氏家族成立的“永隆统”酒坊。第二次国共内战后当局于1949年10月合并当地永隆统、永禄美、工泉美三家私人酒坊成立赊店酒厂，后数度易名。赊店汾酒乃为以高粱为主料，小麦制中温大曲，经清蒸续楂、多次发酵、回沙增香、分段摘酒勾对等传统工艺酿成的清香型白酒。它也是豫酒六朵金花之一（宝丰酒、张弓酒、杜康酒、宋河粮液、仰韶酒、赊店老酒）。